# Schweizer Nordische Skimeisterschaften 1987
Die Schweizer Nordischen Skimeisterschaften 1987 fanden vom 23. Januar 1987 bis zum 1. Februar 1987 in Blonay und Le Locle statt. Ausgetragen wurden im Skilanglauf bei den Männern die Distanzen 15 km, 30 km und 50 km, sowie die 4 × 10 km Staffel. Bei den Frauen fanden die Distanzen 5 km, 10 km und 20 km, sowie die 4 × 5 km Staffel statt. Erfolgreichster Skilangläufer war Andy Grünenfelder, der über 15 km und 50 km gewann und mit der Staffel von Alpina St. Moritz Zweiter hinter den SC Davos wurde. Bei den Frauen siegte Evi Kratzer über 5 km und 10 km und mit der Staffel von Alpina St. Moritz. Das Skispringen von der 80-m-Schanze gewann Gérard Balanche und die Nordische Kombination Hippolyt Kempf.

## Skilanglauf

### Männer

#### 50 km Freistil
| Platz | Name                  | Verein             | Zeit (std) |
| ----- | --------------------- | ------------------ | ---------- |
| 01    | Andy Grünenfelder     | Alpina St. Moritz  | 2:14:48,1  |
| 02    | Daniel Sandoz         | La Chaux-du-Milieu | 2:18:04,1  |
| 03    | Hans-Luzi Kindschi    | SC Davos           | 2:18:17,7  |
| 04    | Markus Fähndrich      | SC Horw            | 2:19:52,4  |
| 05    | Battista Bovisi       | SC Davos           | 2:20:19,2  |
| 06    | Christian Marchon     | Les Reussilles     | 2:21:06,5  |
| 07    | Jean-Philippe Marchon | Les Reussilles     | 2:21:22,1  |
| 08    | Andreas Manser        | Wald               | 2:27:24,8  |
| 09    | Hanspeter Furger      | Amsteg             | 2:28:38,8  |
| 10    | Jacques Niquille      | Zuoz               | 2:30:37,0  |

Datum: Freitag, 23. Januar 1987 in Blonay

Zum Auftakt dieser Meisterschaften gewann der Topfavorit Andy Grünenfelder das Rennen mit drei Minuten und 16 Sekunden Vorsprung auf Daniel Sandoz und den B-Kaderläufer Hans-Luzi Kindschi. Am Start fehlten der Mitfavorit Giachem Guidon, sowie die beiden 22-jährigen Jürg Capol und Jeremias Wigger, die beim folgenden 15-km-Rennen erstmals am Start gingen. Auch der 50-km-Meister von 1982 Konrad Hallenbarter war nicht am Start, da er beim zwei Tage später stattfindenden Marcialonga teilnahm.

#### 30 km klassisch
| Platz | Name                | Verein                   | Zeit (std) |
| ----- | ------------------- | ------------------------ | ---------- |
| 01    | Giachem Guidon      | Alpina St. Moritz        | 1:31:49,5  |
| 02    | Jeremias Wigger     | SC Entlebuch             | 1:33:29,7  |
| 03    | André Rey           | Grenzwachtkorps Ulrichen | 1:34:18,6  |
| 04    | Konrad Hallenbarter | SC Obergoms              | 1:35:46,3  |
| 05    | Joos Ambühl         | SC Davos                 | 1:35:49,2  |
| 06    | Jürg Capol          | Alpina St. Moritz        | 1:35:59,5  |
| 07    | Markus Fähndrich    | SC Horw                  | 1:36:07,2  |
| 08    | Hans-Luzi Kindschi  | SC Davos                 | 1:36:50,5  |
| 09    | Daniel Sandoz       | Saignelegier             | 1:37:26,8  |
| 10    | Hanspeter Furger    | Amsteg                   | 1:37:50,8  |

Datum: Mittwoch, 28. Januar 1987 in Blonay

In Abwesenheit von Andy Grünenfelder gewann das mit 81 Läufern gestartete Rennen der Bever Giachem Guidon, der damit seinen zweiten Meistertitel gewann.

#### 15 km klassisch
| Platz | Name               | Verein            | Zeit (min) |
| ----- | ------------------ | ----------------- | ---------- |
| 01    | Andy Grünenfelder  | Alpina St. Moritz | 45:00,9    |
| 02    | Giachem Guidon     | Alpina St. Moritz | 45:16,9    |
| 03    | Jeremias Wigger    | SC Entlebuch      | 45:52,2    |
| 04    | Hans-Luzi Kindschi | SC Davos          | 45:52,9    |
| 05    | Battista Bovisi    | Sangernboden      | 46:27,1    |
| 06    | Joos Ambühl        | SC Davos          | 46:51,2    |
| 07    | Tore Gullen        | Norwegen          | 47:02,0    |
| 08    | Jürg Capol         | Alpina St. Moritz | 47:03,3    |
| 09    | Christian Marchon  | Saignelegier      | 47:23,6    |
| 10    | Ernst Steiner      | Grenzwachtkorps   | 47:30,7    |

Datum: Samstag, 31. Januar 1987 in Blonay

Andy Grünenfelder gewann damit zum vierten Mal den Meistertitel über diese Distanz. Es waren 91 Läufer am Start.

#### 4 × 10 km Staffel
| Platz | Namen                                                              | Verein            | Zeit (std) |
| ----- | ------------------------------------------------------------------ | ----------------- | ---------- |
| 01    | Hanspeter Furger Joos Ambühl Battista Bovisi Hans-Luzi Kindschi    | SC Davos          | 1:44:56,9  |
| 02    | Köbi Grünenfelder Jürg Capol Giachem Guidon Andy Grünenfelder      | Alpina St. Moritz | 1:46:49,9  |
| 03    | Jean-Philippe Marchon Marco Freard Christian Marchon Daniel Sandoz | Saignelegier      | 1:48:23,1  |
| 04    | Steve Maillardet Beat Nussbaumer André Rey Emanuel Buchs           | Grenzwachtkorps   | 1:49:44,5  |

Datum: Sonntag, 1. Februar 1987 in Blonay

### Frauen

#### 5 km klassisch
| Platz | Name                | Verein                | Zeit (min) |
| ----- | ------------------- | --------------------- | ---------- |
| 01    | Evi Kratzer         | Alpina St. Moritz     | 17:57,2    |
| 02    | Karin Thomas        | Alpina St. Moritz     | 18:32,6    |
| 03    | Christine Brügger   | Alpina St. Moritz     | 18:50,7    |
| 04    | Marianne Irniger    | Urnäsch               | 18:55,4    |
| 05    | Annelies Lengacher  | Hünibach              | 18:56,9    |
| 06    | Myrtha Fässler      | Appenzell             | 19:05,0    |
| 07    | Margrit Ruhstaller  | SC Einsiedeln         | 19:15,5    |
| 08    | Sylvia Honegger     | SC Am Bachtel         | 19:24,8    |
| 09    | Elisabeth Glanzmann | SC Marbach            | 19:29,5    |
| 010   | Gaby Scheidegger    | SC Bernina Pontresina | 19:31,2    |

Datum: Samstag, 24. Januar 1987 in Blonay

Am Start waren 52 Läuferinnen.

#### 10 km klassisch
| Platz | Name               | Verein                | Zeit (min) |
| ----- | ------------------ | --------------------- | ---------- |
| 01    | Evi Kratzer        | Alpina St. Moritz     | 34:50,2    |
| 02    | Karin Thomas       | SC Bernina Pontresina | 34:56,5    |
| 03    | Christine Brügger  | Alpina St. Moritz     | 36:02,7    |
| 04    | Gaby Scheidegger   | SC Bernina Pontresina | 36:04,7    |
| 05    | Annelies Lengacher | Hünibach              | 36:20,0    |
| 06    | Margrit Ruhstaller | SC Einsiedeln         | 36:50,5    |
| 07    | Marianne Irniger   | Urnäsch               | 37:13,0    |
| 08    | Nicole Zbinden     | Orpund                | 37:25,3    |
| 09    | Gabi Zurbrügg      | Adelboden             | 38:08,1    |
| 010   | Rosmarie Mettler   | Ibach                 | 38:28,6    |

Datum: Mittwoch, 28. Januar 1987 in Blonay

Die Vorjahressiegerin Evi Kratzer gewann damit zum sechsten Mal den Meistertitel auf diese Distanz.

#### 20 km Freistil
| Platz | Name                 | Verein                | Zeit (min) |
| ----- | -------------------- | --------------------- | ---------- |
| 01    | Karin Thomas         | SC Bernina Pontresina | 58:45,1    |
| 02    | Christine Brügger    | Alpina St. Moritz     | 59:55,1    |
| 03    | Evi Kratzer          | Alpina St. Moritz     | 1:01:42,4  |
| 04    | Elisabeth Glanzmann  | SC Marbach            | 1:03:21,0  |
| 05    | Gaby Scheidegger     | SC Bernina Pontresina | 1:03:48,6  |
| 06    | Martina Schönbächler | SC Einsiedeln         | 1:04:40,2  |
| 07    | Annelies Lengacher   | Hünibach              | 1:05:26,9  |
| 08    | Jolanda Dinkel       | SC Horw               | 1:06:42,2  |
| 09    | Margrit Ruhstaller   | SC Einsiedeln         | 1:07:34,8  |
| 010   | Pia Gysin            | Thun                  | 1:08:25,8  |

Datum: Samstag, 31. Januar 1987 in Blonay

Mit einer Minute und zehn Sekunden Vorsprung gewann Karin Thomas das 20-km-Rennen auf Christine Brügger und Evi Katzer.

#### 3 × 5 km Staffel
| Platz | Namen                                          | Verein                       | Zeit (min) |
| ----- | ---------------------------------------------- | ---------------------------- | ---------- |
| 01    | Karin Knecht Christine Brügger Evi Kratzer     | Alpina St. Moritz            | 51:43,2    |
| 02    | Karin Briggen Gaby Scheidegger Karin Thomas    | SC Bernina Pontresina        | 52:20,5    |
| 03    | Sylvia Baumann Myrtha Fässler Marianne Irniger | Ostschweizer Skiverband      | 52:53,5    |
| 04    | Franziska Ogi Gabi Zurbrügg Annelies Lengacher | Berner Oberländer Skiverband | 54:06,6    |

Datum: Sonntag, 25. Januar 1987 in Blonay

## Nordische Kombination

### Einzel
| Platz | Name            | Ort           | Weiten        | Punktestand nach dem Springen | Gesamtpunkte |
| ----- | --------------- | ------------- | ------------- | ----------------------------- | ------------ |
| 01    | Hippolyt Kempf  | SC Horw       | 80,0 m 78,0 m | 217                           | 437          |
| 02    | Fredy Glanzmann | SC Marbach    | 78,0 m 77,5 m | 210,7                         | 425,83       |
| 03    | Andreas Schaad  | SC Einsiedeln |               |                               | 420,87       |
| 04    | Stefan Späni    | Winterthur    | 77,5 m 77,0 m | 214,9                         | 391,72       |

Datum: Samstag, 31. Januar und Sonntag, 1. Februar 1987 in Le Locle

Der Horwer Hippolyt Kempf gewann mit Weiten von 80 m und 78 m und insgesamt 437 Punkten seinen ersten Meistertitel vor Fredy Glanzmann und den Vorjahressieger Andreas Schaad. Es nahmen sieben Kombinierer teil.

## Skispringen

### 80-m-schanze
| Platz | Name                | Verein          | Weite 1 | Weite 2 | Punkte |
| ----- | ------------------- | --------------- | ------- | ------- | ------ |
| 01    | Gérard Balanche     | Le Locle        | 80,5 m  | 80,0 m  | 206,9  |
| 02    | Christian Hauswirth | Ski-Club Gstaad | 77,5 m  | 79,0 m  | 196,0  |
| 03    | Fabrice Piazzini    | Le Brassus      | 77,5 m  | 78,5 m  | 191,2  |
| 04    | Christoph Lehmann   | Ski-Club Gstaad | 77,5 m  | 77,0 m  | 188,3  |
| 05    | Pascal Reymond      | Vaulion         | 74,5 m  | 76,0 m  | 184,4  |
| 06    | Bruno Romang        | Ski-Club Gstaad | 72,5 m  | 76,0 m  | 182,2  |
| 07    | Ralf Dammerau       | SC Entlebuch    | 74,0 m  | 75,0 m  | 177,5  |
| 08    | Toni-Beat Roming    | Ski-Club Gstaad | 72,0 m  | 73,0 m  | 175,1  |
| 09    | Markus Gähler       | Heiden          | 73,5 m  | 74,5 m  | 172,4  |
| 010   | Benz Hauswirth      | Ski-Club Gstaad | 74,0 m  | 73,5 m  | 172,1  |

Datum: Sonntag, 1. Februar 1987 in Le Locle

Der beste Schweizer Skispringer der Saison gewann auch den Meistertitel mit Bestweiten in beiden Sprüngen von 80,5 m und 80,0 m vor Christian Hauswirth und Fabrice Piazzini. Es nahmen 36 Skispringer teil.